# (73516) 2003 EY45
(73516) 2003 EY45 – planetoida z pasa głównego asteroid okrążająca Słońce w ciągu 4 lat i 162 dni w średniej odległości 2,7 j.a. Została odkryta 7 marca 2003 roku.